# Brâncovenești
Brâncovenesti là một xã thuộc hạt Mureș, România. Dân số thời điểm năm 2002 là 4514 người.